# Tính ì tâm lý
Tính ì tâm lý hay tâm lý quán tính chỉ hoạt động tâm lý của con người, cố gắng giữ lại những hiện tượng tâm lý cụ thể đã, đang trải qua, chống lại việc chuyển sang các hiện tượng tâm lý mới. Tâm lý quán tính là hữu ích và cần thiết trong cuộc sống hằng ngày. Nó giúp người ta không phải suy nghĩ về những gì đã ra quyết định. Tuy nhiên, nó cũng là trở ngại và trì hoãn trong việc khám phá những điều mới.

## Ví dụ về tâm lý quán tính
- Chiếc xe hơi đầu tiên không hề khác gì với xe ngựa kéo trừ phần động cơ.
- Một số các trò chơi tập thể, như Làm theo quản trò
- Max Plank: "Một chân lý mới của khoa học thường thắng lợi không phải bằng cách những kẻ chống đối nó sẽ được thuyết phục và tuyên bố rằng mình đã sai, mà bằng cách những kẻ chống đối dần dần chết đi, và thế hệ mới lớn lên và chấp nhận nó ngay lập tức." [2]